# Domingo Traggia
Domingo Mariano Traggia Uribarri (Zaragoza, 1744 - Badajoz, 1816) fue un militar, académico e historiador español. 
Fue socio de mérito de la R.S.E.A., participando como académico en la de Historia, tando de las Ciencias Naturales como de las Artes de Barcelona y también honorario de la de San Carlos de Valencia. Colaboró en el Diccionario Geográfico e Histórico de la Real Academia de la Historia, aportando la descripción de la comunidad y partido de Daroca (España). Estuvo presente en los descubrimientos arqueológicos de Contrebia Leucade (La Rioja, España) junto a su hermano  Joaquín Traggia y en Ocurris, Ubrique. También fue nombrado Caballero de Santiago.

## La política y el ejército
Fue gobernador militar y político de Cervera del Río Alhama y capitán general de Valencia y Murcia, del Consejo de Regencia de las Cortes de Cádiz en 1810. Como capitán general de Valencia en 1812, quiso armar a los huérfanos para hacer frente a los franceses, siendo desaprobado por sus superiores, que le sustituyeron por Joaquín Blake. Tras ello, la ciudad caería en poder del enemigo el 9 de enero. Igualmente participó en un expediente formado contra Francisco Cabarrús por exacción de moneda.

## Obras
Es autor de multitud de obras y tratados de temática variada, desde militares a la ingeniería, la poética, etcétera.